# Lekkoatletyka na Letnich Igrzyskach Paraolimpijskich 2012 – 100 metrów T44 kobiet
W biegu na 100 metrów kl. T44 kobiet podczas Letnich Igrzysk Paraolimpijskich 2012 rywalizowało ze sobą 12 zawodniczek. W konkursie udział wzięły zawodniczki z kończynami amputowanymi powyżej kolana.

## Wyniki

### Eliminacje

#### Bieg 1
| Miejsce | Zawodniczka         | Państwo         | Czas  | Uwagi |
| ------- | ------------------- | --------------- | ----- | ----- |
| 1.      | Marie-Amélie le Fur | Francja         | 13.40 | Q     |
| 2.      | Katrin Green        | Niemcy          | 13.63 | Q, SB |
| 3.      | Wang Juan           | Chiny           | 13.88 | Q, PB |
| 4.      | Sophie Kamlish      | Wielka Brytania | 14.11 | q     |
| 5.      | Suzan Verduijn      | Holandia        | 14.45 | SB    |
| 6.      | Maya Nakanishi      | Japonia         | 14.47 |       |

#### Bieg 2
| Miejsce | Zawodniczka      | Państwo           | Czas  | Uwagi  |
| ------- | ---------------- | ----------------- | ----- | ------ |
| 1.      | Marlou van Rhijn | Holandia          | 13.27 | Q, WRC |
| 2.      | April Holmes     | Stany Zjednoczone | 13.58 | Q      |
| 3.      | Stef Reid        | Wielka Brytania   | 13.98 | Q, SB  |
| 4.      | Saki Takakuwa    | Japonia           | 14.06 | q, SB  |
| 5.      | Iris Pruysen     | Holandia          | 14.87 | PB     |
| 6.      | Seng Hon Thin    | Kambodża          | 17.35 | SB     |

### Finał
| Miejsce | Zawodniczka         | Państwo           | Czas  | Uwagi |
| ------- | ------------------- | ----------------- | ----- | ----- |
|         | Marie-Amélie le Fur | Francja           | 13.26 |       |
|         | Marlou van Rhijn    | Holandia          | 13.32 |       |
|         | April Holmes        | Stany Zjednoczone | 13.33 | SB    |
| 4.      | Katrin Green        | Niemcy            | 13.61 | SB    |
| 5.      | Sophie Kamlish      | Wielka Brytania   | 13.98 |       |
| 6.      | Wang Juan           | Chiny             | 14.11 |       |
| 7.      | Saki Takakuwa       | Japonia           | 14.22 |       |
| 8.      | Stef Reid           | Wielka Brytania   | 14.25 |       |